# Bodrogkeresztúr
Bodrogkeresztúr est un village et une commune du comitat de Borsod-Abaúj-Zemplén en Hongrie.

## Personnages célèbres
Reb Shayeles de Kerestir - Reb Yeshaya Steiner

## Villes jumelées
| Bodrogkeresztúr Reventin-Vaugris |

La ville de Bodrogkeresztúr est jumelée avec :
- Reventin-Vaugris (France) depuis 2006[1]

## En savoir plus